# Курдидик Ярослав Петрович
Яросла́в-Рафаї́л Курди́дик (літературні псевдоніми та криптоніми: Ярослав Петрович, Славко, Максим Булька, Я. К.; 6 березня 1907, Підгайці, Галичина, Австро-Угорщина, нині: Тернопільської області — 1 серпня 1990, Торонто) — український письменник і журналіст, член львівської літературної групи «Дванадцятка», політичний і громадський діяч, у США — консулярний працівник ПАР, дійсний член Наукового товариства ім. Шевченка.

## Біографія
Народився Ярослав-Рафаїл Курдидик 6 березня 1907 року в м. Підгайцях (Королівство Галичини і Володимирії, Австро-Угорська імперія, тепер Тернопільська область, Україна) як другий син греко-католицького священника Петра Курдидика, сотрудника парафії при церкві Успіння Пресвятої Богородиці, і Стефанії з роду де Остоя Стеблецької. Батько Ярослава, о. Петро Курдидик, — вихідець із села Бовшів та син рільника Симеона Курдидика й Марії Атаманюк. Старший брат Ярослава — Анатоль.

Ярослав Курдидик у матері на колінах, його брат Анатоль — у батька. (Фото 1908 р.)

Прожив дитинство в селі Покропивна. У Першій українській державній гімназії в Тернополі здобув середню освіту (навчався також у польськомовній Першій тернопільській гімназії, зокрема, у 1913/1914 навчальному році був учнем Va класу); продовжив — у Технічно-мистецькій школі у Львові (з 1924). Студіював журналістику у Польщі у Варшавському університеті (1929—1934); право — у Віденському (1932—1933). Служив у кінній артилерії польської армії в середині 1930-х років.
Дописував до різних галицьких часописів, зокрема до львівських газети «Новий час» і «Час». 
В 1939 році опинився на території, окупованій нацистською Німеччиною. 1940 року мобілізований в німецьку армію, служив офіцером вермахту (1940—1943), дивізії СС Галичина. Учасник боїв на Східному фронті, зокрема битви під Бродами. 
Емігрувавши, продовжував і за кордоном журналістичну діяльність: належав до Спілки Українських Журналістів в Німеччині (1946—1950) і Канаді, Наукового Товариства ім. Шевченка.
Написав декілька книжок і брошур, цілий ряд статей до української преси; будучи постійним коментатором в українському щоденнику «Свобода», друкувався в українській періодичній пресі в діаспорі: у «Визвольному шляху», «Жіночому світі», «Овиді».
Помер у Канаді в місті Торонто. За життя друкувався в США (1954) і в Канаді (1955,1976); вийшли друком і дві збірки творів посмертно (1993).

## Творчий доробок

### Мініатюри
Ярослав Курдидик відомий своїми оригінальними й непотворними прозовими мініатюрами, — найранішій формі його літературної праці, яка сягає ще студентських часів, — котрим характерні афористичність висловлювання, відсутність несуттєвих подробиць, вибухова кінцівка. У 1955 вийшла в Торонто його збірка мініатюр «Етюди».
| Я вибирався мандрувати у світ і старий батько, цілуючи мене в чоло сказав: —Затям, сину, що у світі є один великий гріх — підлість, одна велика чеснота — посвята для батьківщини, і одне велике щастя — спокійна совість. Я був тоді юнаком. Відтоді минуло багато літ — і я переконався, яку велику правду сказав мій батько... |

### Нариси
У контрасті, збірка блокнотних нарисів «Два кулемети» схоплює моменти трагізму вояцького життя: баченого, пережитого й передуманого в часи бойової кампанії 1941-45 на території України. У цій, новій для Ярослава пера формі літературної творчості, обсерваційний та репортерський зміст воєнних подій переливається у новелну наявність.
| ПОБРАТИМИ Дзижчить липнем широкий степ. У житах стрекочуть польові коники, а на межі сіло жарке літо і, ніби старий господар, дивиться втомленими очима на молодих вояків, що проходять широкою дорогою. Вони закурені темносірою пилюгою: одежа, зброя, а по обличчі течуть брудні струмки поту. — Степане, чи довго ще будемо воювати?.. Дивись, земля знову передягає жупана... Ще недавно носила весняний, сочисто-зелений, а тепер уже золоту сорочку вбирає... Шелестить спілим колоссям і кониками поплигує... — О, мабуть довго ще!.. Я вже й звик до цього мінливого життя... Перші два роки нуднувато було жити вовком у полі і лисом у лісі, а на третьому — звик... Тепер, коли в хаті іноді доведеться заночувати — аж душно робиться. Як тому птахові, що тільки в просторі його воля й насолода... — А я, Петре, так звик до отих ременів, що через плечі, що як, буває, здійму їх з автоматом, так ніби частину тіла здійняв, ніби чогось бракує. Стаю якимсь легким, хапаюся за будь-що, наче боюся, щоб не підніс мене вітер і не крутнув, як соломину, та не поніс світами... Або ще, коли їм, а біля мене лежить моя „папашка", то _ Дається, що вона роззявляє свій глибокий чорний рот... теж хоче їсти... Я вломлю шматок хліба і тиць їй. „Їж! – кажу — і не шкірся!" А сам у душі сміюся. А вона ніби насуплюється і сердито відповідає: „Я хліба не їм, тільки м'ясо окупантів!"... Піт тече воякам по обличчях, жолобить вузенькі, криві доріжки і всякає у виполовілий вояцький комір. Доріжки печуть так, мов по них хтось розпеченим дротом борознить. Плесками достиглого жита пролітає вітер. Війне холодком, і ніби білою легкою рукою здіймає втому з людського тіла. На обличчях жили напружилися, розтягнулися і розпустили синє коріння. Цівки ґвинтівок та автоматів розпеклися так, що їх відсувають далі від обличчя, бо як доторкнеться — пече... — Степане, до головної команди ще далеко? — Під вечір будемо на місці, — відказує Степан, здіймає автомат з плечей і перевішує через шию. — А коли сьогодні вночі доведеться знову вступити в бій, то це буде мій дев'ятдесят восьмий... — Курінний казав, що після сотого можна стати справжнім вояком... — Ех, хоч би вже їх скоріше перебути!.. А тепер сідаймо, хлопці! — командує Степан і кладе наплечник і зброю на землю, його волосся вигоріло на сонці і зливається в одну барву з житом. Він лягає горілиць і, дивиться в небо. — Оце й воюємо, — тягне він вголос, — за те, щоб небо, що над нами синіє, і земля, що по ній ходимо — були наші. Розумієте, хлопці?... Щоб цей хліб, що достигає на полях, був наш, і щоб його збирали ті самі руки, що й сіяли... Бо це наш хліб!.. І Степан простягає руку, бере кілька колосків жита, нагинає до свого обличчя і говорить до них: — Ми з вами рідні побратими і допомагаємо одне одному: ви нас годуєте, а ми біля вас на сторожі, щоб росли й достигали на в о л і!.. |

### Поезія
У збірці поем «Серце і зброя» відчувається, і майстерність мови та вислову, і іх глибину — часом аж філософічність думки та суті поезії: Бог, лицарська честь і вояцька вірність у службі своєму народові та історії…
| ЗАМІСТЬ МОЛИТВИ Вже стільки про тебе сказано, моя та вічна Батьківщино-мати, Власнице Києва, посестро Дніпра, садівнице пшениць і маків... Нераз у натхненні запитую: «Що треба було б додати До Твого неба?.. До слави козаків?.. До люті Ґонти і гайдамаків?..» Чим доповнити твою історію — списки лиха, горя й терпіння?.. Ти, морена напасником голодом, ваблена міждержавними повіями, Батожена кривдами, розтоптувана кочовиками довгі покоління, Розпинана на каторгах і хрестах, власними зрадниками і чужими людозміями... Молюся... О, вирви, Батьківщино, з-за хмар золоті шаблі́ — І не жалій нічого, випали лютим вогнем безвольну стадність, Налий у жили кипучої крови — із вічних надрів моєї землі! О, подай нам, Всевишній, — Наснажність, Гарт І безпощадність! |

### Книжкові видання
- 1954: «Два кулемети»
- 1955: «Етюди. Мініятюри»
- 1976: «Серце і зброя»
- 1993: «Розмова зі смертю»
- 1993: «То не так як вдома»